# Tập hợp Thanh niên Dân chủ

Logo của Tập Hợp Thanh Niên Dân Chủ

Tập hợp Thanh niên Dân chủ (viết tắt là THTNDC) là một tập hợp những thanh niên Việt Nam có cùng chính kiến, có tổ chức, có cương lĩnh riêng. Họ cho rằng nước Việt Nam vẫn chưa có dân chủ và nhân quyền, do đó họ quyết tâm vươn tới mục tiêu tối hậu được họ tuyên bố là thúc đẩy dân chủ hóa đất nước , tập hợp này do Nguyễn Tiến Trung chủ xướng thành lập.

## Hoàn cảnh ra đời
Ngày 2 tháng 3 năm 2006, một du sinh viên tại Pháp tên là Nguyễn Tiến Trung đã gửi cho Bộ trưởng Bộ Giáo dục và Đào tạo Việt Nam một bức thư ngỏ về việc cải tiến giáo dục. Không nhận được phản hồi từ Bộ trưởng Bộ Giáo dục và Đào tạo Việt Nam, đồng thời thấy rằng "Sau đại hội X của đảng cộng sản Việt Nam vào tháng 4/2006 mà dân chủ không được thực hiện như các lãnh đạo đã hô hào", Nguyễn Tiến Trung cùng một số bạn bè đã thành lập Tập hợp Thanh Niên Dân chủ vào ngày 8 tháng 5 năm 2006.

## Tổ chức
Tập hợp Thanh niên Dân chủ có nội qui, điều lệ.
Đứng đầu là Ban đại diện, gồm những thành viên chịu trách nhiệm về mọi hoạt động của Tập hợp. Các nhóm phân chia theo các khu vực địa lý như các nhóm tại Việt Nam và các châu lục, hoặc theo chức năng như nhóm dịch thuật, nhóm báo chí, Radio Tiếng nói thanh niên,... và một số nhóm khác.
Ban Đại diện hiện tại gồm 
- Thụy Nhu – Trưởng ban Đại diện
- Hậu Phú – Phó Ban Đại diện
- Kế Vũ
- Việt Quốc
- Hoàng Lan
- Trọng Anh

Theo mục II, phần giới thiệu về tập hợp này, thì "Việc thành lập Tập Hợp Thanh Niên Dân Chủ dựa trên điều 69 Hiến pháp Việt Nam, điều 20 Tuyên ngôn quốc tế về nhân quyền, điều 21, điều 22 Công ước quốc tế về các quyền dân sự và chính trị".
Những người sáng lập ban đầu gồm: Nguyễn Tiến Trung, Nguyễn Hoàng Lan (tên thật là Nguyễn Thị Hường).
Một số thành viên:Trần Chiêu Việt, Nguyễn Việt Quốc, Nguyễn Đăng Quang và Đỗ Thế Kỷ.
Theo báo Công an nhân dân, trong thời gian học tại Pháp, Nguyễn Tiến Trung và Nguyễn Hoàng Lan đã "có liên hệ với nhiều tổ chức chống chính quyền Việt Nam cũng như đưa ra nhiều thông tin xuyên tạc về tình hình chính trị, xã hội của Việt Nam. Mặc dù đã nhiều lần được đại diện cộng đồng du sinh Việt Nam góp ý phê phán về những hành vi sai phạm và giúp đỡ quay về với nhiệm vụ học tập, Nguyễn Tiến Trung và Nguyễn Hoàng Lan vẫn tiếp tục các hoạt động của mình và còn mở rộng mối liên hệ với các tổ chức chống chính quyền Việt Nam tại Hoa Kỳ".

## Mục đích và mục tiêu

### Mục đích
- Quảng bá rộng rãi nhu cầu dân chủ hóa Việt Nam.
- Mở ra cơ hội cho thanh niên tham gia đóng góp ý kiến về các vấn đề xã hội.
- Chuẩn bị thanh niên để tham gia vào các đảng dân chủ, chân chính sau này[1].

### Mục tiêu
Theo Tập hợp Thanh niên Dân chủ, mục tiêu ngắn hạn của họ là:
- Ủng hộ nhân dân và Nhà nước chống tham nhũng.
- Ủng hộ dân oan khiếu kiện đòi công lý.
- Ủng hộ công nhân chống áp bức, bất công.
- Ủng hộ Nhà nước pháp quyền với báo chí và hệ thống tòa án hoạt động độc lập.

Mục tiêu dài hạn của Tập hợp Thanh niên Dân chủ là cổ vũ người dân Việt Nam thực hiện các quyền mà theo tập hợp này là "có trong Tuyên ngôn Độc lập năm 1945" bao gồm: 
- Tự do ngôn luận, tự do báo chí.
- Tự do lập hội, tự do lập đảng.
- Tự do ứng cử, tự do bầu cử.

## Hoạt động và sự kiện

### Chiến dịch vận động dân chủ đầu tiên
Theo THTNDC, vào 18/05, "Chiến dịch 72h ký tên cho thỉnh nguyện thư gởi Ngài Tổng Thư ký Liên Hợp Quốc Kofi Annan", nhân chuyến công du của ông tại Việt Nam từ ngày 23/05/2006, được phát động, dưới hình thức ký tên ủng hộ trên Internet. Thỉnh nguyện thư kêu gọi Ngài Tổng Thư ký nhắc nhở chính quyền Việt Nam tôn trọng những nguyên tắc căn bản đã ký kết khi được chấp thuận là thành viên của Liên Hợp Quốc (20/09/1977) như tự do báo chí, tự do lập hội, tự do bầu cử và đồng thời đòi hỏi trả tự do cho các tù nhân lương tâm.
Vào ngày 21/05/2006, chiến dịch đã thu được 2079 chữ ký của người Việt Nam trong và ngoài nước với những lời kêu gọi Ngài Tổng Thư ký lưu ý đến tình trạng nhân quyền tại Việt Nam.
Kết quả đã được in ra và chuyển đến văn phòng của Tổng Thư ký tại Genève (Thụy Sĩ) ngay sau khi chiến dịch kết thúc và THTNDC đã nhận được lời đảm bảo của phụ trách văn phòng là chuyển đạt đến Ngài Tổng Thư ký.

### Marathon nối vòng tay lớn
Trước khi hội nghị thượng đỉnh APEC diễn ra vào trung tuần tháng 11/2006 tại Việt Nam, THTNDC đã phát động chiến dịch Marathon Nối Vòng Tay Lớn, với việc tổ chức ký tên thật vào thỉnh nguyện thư ở nhiều nơi trên thế giới. Theo THTNDC, chiến dịch này là nhằm "kêu gọi các nguyên thủ quốc gia tham dự hội nghị nhắc nhở chính quyền Việt Nam tôn trọng những gì đã ký kết trong bản Hiến chương nhân quyền của Liên hiệp quốc", và cũng nhằm chứng tỏ sự đoàn kết của người Việt trên toàn thế giới dù khác nhau về quan điểm hay chính kiến, nhưng tất cả đều hướng về một nước Việt Nam dân chủ, giàu mạnh. Nguyễn Tiến Trung và Nguyễn Hoàng Lan đã tham gia một buổi tiệc gây quỹ của Ủy ban Toàn quốc đảng Cộng hòa tại trang trại Broken Spoke ở Texas với sự có mặt của một số vị chính khách quan trọng của Mỹ, trong đó có tổng thống Hoa Kỳ George W. Bush.
Các thỉnh nguyện thư gửi đến các chính khách tham gia APEC có nội dung đề nghị họ nhắc nhở chính phủ Việt Nam ở các điểm:
- Yêu cầu chính quyền Việt Nam phải thực thi tổng tuyển cử tự do, công bằng có quốc tế giám sát
- Thả tất cả tù nhân lương tâm, tù nhân chính trị.
- Tôn trọng quyền tự do ngôn luận của nhân dân Việt Nam và cho phép tự do báo chí.[10]

Theo Nguyễn Tiến Trung, cựu thượng nghị sĩ Bỉ, ông Johan Weyts - một người bạn thân của ông René Van Der Linden, chủ tịch Hội đồng châu Âu - hoàn toàn tán đồng với những mục tiêu và phương pháp của Tập hợp Thanh niên Dân chủ. Cũng theo bài viết này, ông Johan Weyts cũng nói rằng châu Âu sẽ giúp đỡ để bảo vệ các thành viên của Tập hợp Thanh Niên Dân chủ nếu như các thành viên của Tập hợp bị làm khó dễ ở Việt Nam.
Theo nguồn báo Công an nhân dân, ngày 13 tháng 7 năm 2006, Nguyễn Tiến Trung và Nguyễn Hoàng Lan đến Mỹ tham gia "Đại hội sinh viên Việt Nam" do các nhóm người Việt đang sinh sống tại Mỹ phối hợp tổ chức vào ngày 15 tháng 7 năm 2006, tại San Jose, bang California với chủ đề: "Tuổi trẻ Việt hãy đoàn kết vì tự do, dân chủ cho Việt Nam". Ngày 11 tháng 8 năm 2006, Nguyễn Tiến Trung trở về Pháp và đã thực hiện bài viết "Suy nghĩ sau một chuyến đi xa" trên trang BBC để kêu gọi ủng hộ cho công cuộc dân chủ hóa Việt Nam và tổ chức vận động, thu thập chữ ký ủng hộ chiến dịch marthon "Nối vòng tay lớn", một số người Việt đang sinh sống ở Pháp đã ký tên ủng hộ. Hành động này của Nguyễn Tiến Trung đã bị một số du sinh Việt Nam tại Đại học Rennes ở Pháp lên án. Họ kêu gọi cộng đồng du sinh hãy cảnh giác trước thủ đoạn tuyên truyền, lôi kéo vào các hoạt động chống phá chính quyền của Trung.

### Một số hoạt động và sự kiện khác
Theo website THTNDC, THTNDC đã có một số sự kiện, mà theo họ là đáng kể, như sau:
- 17/03/2007: Ra đời Radio Tiếng Nói Thanh Niên
- 25/04/2007: Ra đời tạp chí Phía Trước[12]
- 08/05/2007: Ra đời của Cẩm nang blogger và những người bất đồng chính kiến bản tiếng Việt[13], kỷ niệm 1 năm thành lập THTNDC
- 05/08/2007: Nguyễn Tiến Trung – Thành viên sáng lập chính của THTNDC về nước sau khi du học tại Pháp
- 26/01/2008: Ngọc Minh – Phát ngôn viên THTNDC về nước sau khi công tác tại Nhật Bản
- 03/2008: Nguyễn Tiến Trung nhập ngũ
- 21/03/2008: THTNDC cùng xuống đường biểu tình ủng hộ người dân Tây Tạng Paris, Pháp
- 08/05 – 09/05/2008: Đại diện THTNDC tham dự Họp Mặt Dân chủ Paris 2008, với tham luận "Phong trào dân chủ trong thanh niên" và giới thiệu tạp chí Phía Trước[12]
- 12/07 – 13/07/2008: Tổ chức gặp gỡ các thành viên tại Pháp, tổ chức vận động ủng hộ cho tạp chí Phía Trước[12] ngày 09/05/2008
- Mùa hè 2008 – Tổ chức quảng bá tạp chí Phía Trước[12] tại châu Âu

### "Kích động biểu tình"
Theo một số tờ báo của Việt Nam, cùng với một số tổ chức khác, Tập hợp Thanh niên Dân chủ đã "lợi dụng hoạt động hợp pháp quyền khiếu kiện của người dân Việt Nam để kích động biểu tình gây rối trật tự công cộng tại các thành phố lớn" như Hà Nội, Thành phố Hồ Chí Minh. Các báo này cũng cho biết Tập hợp Thanh niên Dân chủ có liên hệ với một số tổ chức chống phá chính quyền Việt Nam ở Pháp, Hoa Kỳ và đưa ra nhiều thông tin sai lạc về tình hình chính trị, xã hội trong nước.

#### Cáo buộc về kích động biểu tình chống Trung Quốc
Ngày 15 tháng 12 năm 2007, Công an Thành phố Hồ Chí Minh ra thông báo khuyến cáo thanh niên học sinh, trong đó nói rằng Tập hợp Thanh niên Dân chủ đã tham gia vào việc "kích động tuần hành, biểu tình gây rối trật tự công cộng vi phạm pháp luật"
Đáp lại, thông cáo số 3 của THTNDC, khẳng định rằng thông báo đó "vu khống" khi liệt kê tổ chức này trong danh sách "các thế lực thù địch, phản động", rằng thông báo đó vi phạm điều 69 Hiến pháp trong đó quy định quyền được biểu tình của công dân, đồng thời THTNDC cũng yêu cầu lời xin lỗi từ báo Công an Thành phố Hồ Chí Minh.

### Chủ xướng bị bắt và từ bỏ tổ chức
Sáng ngày 7/7/2009, Nguyễn Tiến Trung chủ xướng Tập hợp Thanh niên Dân chủ bị bắt với cáo buộc chống nhà nước.
Ngày 19 tháng 8, trên truyền hình Việt Nam, Nguyễn Tiến Trung thừa nhận đã vi phạm nghiêm trọng pháp luật nước Cộng hòa Xã hội Chủ nghĩa Việt Nam. Nguyễn Tiến Trung cũng tuyên bố đã nhận ra sự giúp đỡ "đấu tranh dân chủ" từ nước ngoài chủ yếu vì lợi ích của các nước đó trước; đồng thời tuyên bố sẽ chấm dứt các hoạt động chống nhà nước, từ bỏ Tập hợp thanh niên dân chủ cũng như Đảng Dân chủ Việt Nam.
Trong một thông báo chính thức của Tập hợp Thanh niên Dân chủ, tổ chức này cho rằng "truyền hình Việt Nam cho trình chiếu đoạn video của anh Nguyễn Tiến Trung thừa nhận vi phạm pháp luật của nước Cộng hòa Xã hội Chủ nghĩa Việt Nam và xin khoan hồng. Tập hợp Thanh niên Dân chủ cho rằng việc trình chiếu các video của các nghi phạm đang trong quá trình điều tra là một việc làm vi phạm pháp luật, có ác ý bôi nhọ danh dự và nhân phẩm của những người liên quan. Điều đó cho thấy sự yếu kém của nền pháp quyền Việt Nam hiện nay. Tập hợp Thanh niên Dân chủ khẳng định không ai có tội khi chưa được Tòa tuyên án, hơn nữa nhà nước Việt Nam cần phải tôn trọng các trình tự tố tụng, điều tra xét hỏi theo luật hiện hành. Thành viên Tập hợp Thanh niên Dân chủ vẫn luôn tin tưởng vào anh Nguyễn Tiến Trung cũng như các nhà hoạt động dân chủ đang bị giam giữ hay trong vòng tù tội. Hoạt động cổ vũ dân chủ ôn hòa hoàn toàn phù hợp với Hiến pháp Việt Nam và luật pháp quốc tế. Vì vậy, một lần nữa, Tập hợp Thanh niên Dân chủ kêu gọi Nhà nước Việt Nam trả tự do vô điều kiện cho các nhà dân chủ đang bị giam giữ."